# Scleria vaginata
Scleria vaginata är en halvgräsart som beskrevs av Ernst Gottlieb von Steudel. Scleria vaginata ingår i släktet Scleria och familjen halvgräs. Inga underarter finns listade i Catalogue of Life.